# Trevor Duncan
Pour les articles homonymes, voir Duncan.
Trevor Duncan, de son vrai nom Leonard Charles Trebilcock, est un compositeur anglais. Il est né le 27 février 1924 et mort le 17 décembre 2005 . S'il étudie pendant un an au Trinity College of Music, sa connaissance de la musique est largement autodidacte.

## Œuvres
Les œuvres les plus célèbres de Trevor Duncan appartiennent le plus souvent au genre de la light music. C'est le cas de Children in the Park, 20th Century Express, Sixpenny Ride, Wine Festival and Meadow Mist. Il est aussi l'auteur de la musique du film La Jetée de Chris Marker.